# Molliens-au-Bois
Molliens-au-Bois település Franciaországban, Somme megyében. Lakosainak száma 345 fő (2022. január 1.). Molliens-au-Bois Mirvaux, Montigny-sur-l’Hallue, Pierregot, Rainneville, Rubempré, Saint-Gratien és Villers-Bocage községekkel határos.

## Népesség
A település népességének változása:
| Lakosok száma | 329  | 324  | 331  | 322  | 321  | 327  | 333  | 339  | 345  |
|               | 2013 | 2015 | 2016 | 2017 | 2018 | 2019 | 2020 | 2021 | 2022 |